# Jean-Bernard Bouvet
Jean-Bernard Bouvet (ur. 17 lipca 1969 roku w Mamers) – francuski kierowca wyścigowy.

## Kariera
Bouvet rozpoczął karierę w międzynarodowych wyścigach samochodowych w 1991 roku od startów we Francuskiej Formule Ford 1600. Z dorobkiem dziewięciu punktów został sklasyfikowany na dziewiętnastej pozycji w klasyfikacji generalnej. Dwa lata później w tej samej serii był mistrzem. W późniejszych latach Francuz pojawiał się także w stawce Europejskiego Pucharu Formuły Ford, 24-godzinnego wyścigu Le Mans, Formuły Opel Lotus Nations Cup, Global GT Championship, Francuskiej Formuły 3, Belgian Procar, French Super Production Championship, FIA Sportscar Championship, Le Mans Endurance Series, Le Mans Series, French GT Championship, SEAT Leon Supercopa Spain, V de V Challenge Endurance, V de V Endurance GT Tourisme, V de V Michelin Endurance Series oraz Dunlop 24H Dubai.